# Жалібничка вилохвоста
Жалібничка вилохвоста (Psalidoprocne obscura) — вид горобцеподібних птахів родини Ластівкові (Hirundinidae).

## Поширення
Вид поширений у Західній Африці від Сенегалу до Камеруну. Мешкає на відкритих просторах поблизу водойм.

## Опис
Невелика ластівка завдовжки до 17 см. Тіло чорного забарвлення із зеленкуватим відтінком. Хвіст глибоко розсічений. Статевий диморфізм слабо виражений — самиці мають трішки коротший хвіст.

## Спосіб життя
Живиться літаючими комахами. Полює низько літаючи над водоймами або пасовищами. Гнізда будує на крутих схилах у норах завдовжки до 60 см. У гнізді 2 яйця.